# Masato Handai
Masato Handai (japanisch 半代 将都 Handai Masato; * 10. April 2002 in der Präfektur Miyazaki) ist ein japanischer Fußballspieler.

## Karriere
Masato Handai erlernte das Fußballspielen in der Schulmannschaft der Kumamoto Ozu High School sowie in der Universitätsmannschaft der Universität Tsukuba. Seinen ersten Vertrag unterschrieb er am 1. Februar 2025 bei Roasso Kumamoto. Der Verein aus Kumamoto spielt in der zweiten japanischen Liga, der J2 League. Sein Zweitligadebüt gab Watanabe am 15. Februar 2025 (1. Spieltag) im Auswärtsspiel gegen V-Varen Nagasaki. Bei der 3:2-Niederlage stand er in der Startelf und spielte die kompletten 90 Minuten.